# Iso Pehesaari
Iso Pehesaari är en ö i Finland. Den ligger i sjön Haukivesi och i kommunerna Jorois och Rantasalmi och landskapet Södra Savolax, i den södra delen av landet, 270 km nordost om huvudstaden Helsingfors. Öns area är 26,7 hektar och dess största längd är 1,2 kilometer i sydöst-nordvästlig riktning.